# 양승태 사법농단 의혹
양승태 사법농단 의혹은 대한민국 검찰의 수사팀이 현재 수사를 진행하는 사법농단에 대한 검찰 수사 용어이다. 즉 기존의 양승태의 사법 농단 행각은 앞서 2018년 4월에 시작된 대법원의 자체적인 조사인 사법행정권 남용의혹을 통해서 해결을 시도하였으나, 대법원 자체적인 내부 징계로는 처리가 불가능하여, 5월 28일 김명수 현 대법원장이 검찰 수사에 협조하겠다고 견해를 밝힌 이후에, 대법원이 검찰에 기존의 사법행정권 남용의혹 관련 근거 자료를 2018년 6월에 인계를 한 이후에 시작된 것이다. 공식적으로 검찰이 수사를 하는 명칭은 사법농단 수사이다. 그리고 이 사건으로 인해 前 대법원장 양승태가 2019년 1월 24일, 구속영장이 발부되어 서울구치소에 수감되었다. 대법원장이 구속된 것은 71년 헌정 사상 초유의 일이다.

## 개요
"사법농단 의혹" 은 검찰의 서울중앙지검 사법농단 수사팀에서 사법농단 조사가 이루어지면서, 관련 근거 자료들에 검찰의 발표에 따라서, KBS, 연합뉴스, 조선일보 등 언론에서 제목으로 사용되는 용어이다.
양승태의 사법농단 행각 중 대법원 재직 당시에 사법행정권 남용에 대해서 검찰의 공식적인 조사를 받기 전의 대법원의 자체 조사를 받았던 부분은 기존 명칭은 양승태 사법행정권 남용 의혹이었으며, 2018년 5월에 법원에서 사용된 자체 조사 용어에는 사법행정권 남용의혹이라 기재되었었다.
그러나, 검찰의 공식적인 조사가 이루어지면서, 양승태가 대표하던 대법원 조직을 이용한 행각에 대한 검찰의 공식적인 명칭으로 "사법농단" 검찰 조사가 공식적으로 사용되고 있다.
사법부 70주년 기념식에서 문재인 대통령은 사법농단과 재판거래는 반드시 철저한 진상 규명으로 청산되어야 한다는것을 강조 하였다. 김명수 대법원장 역시도, 사법농단에 대한 검찰 수사를 대법원 차원에서 적극적인 협조를 발표하였다.

## 연표
- [일지] 양승태 사법부 '사법행정권 남용 의혹' 사태

## 대법원 자체 조사
대법원 자체적으로 사법행정권 남용에 대한 대법원 내부 특별 조사단 (단장 안철상 법원행정처장)에 의한 대법원 자체 조사였다. 대법원 특별 조사단의 조사 결과는 2018년 5월 28일 김명수 대법원장이 검찰로 협조를 하도록 하는 지시에 따라서 검찰로 수사가 인계되었다. 대법원 내부 특별 조사단 법원행정처가 특정 판사들의 블랙리스트 감시자 명단 작성 의혹, 재판 거래, 세월호사건 관련 적정관할법원 및 재판부 배당방안, 등  410개 의혹 문서 파일 중 미공개 문서 파일 228개를 1차로 검찰에 인계 하였다.

## 검찰 수사
2018년 5월 28일 김명수 대법원장의 검찰 수사 협조지시에 따라서, 검찰로 기존의 사법행정권 남용 의혹 자료가 인계되었다.  검찰에서 수사가 진행되면서, 검찰에서의 공식적인 검찰 수사 명칭은 사법 농단 수사로 명시되었으며, 수사가 급속히 진행되었다.  관련 피의자가 되는 양승태와 박병대 등은 출국 금지 조치 되었으며, 대법원에서 저질러진 횡령 및 비자금 조성, 및 재판거래, 검찰 총장 협박, 헌법재판소 내부 정보 빼돌린 것 등 사법 농단 행각들이 속속들이 밝혀지고 있다.
현 대법원이 기존의 양승태의 행각에 대한 검찰 고발의 주체가 되는 것을 고려하였다. 그러나 대법원이  양승태가 주도로 이루어진 기존 행각을 고발할 경우, 상당한 무게로 범죄 행위였다는, 유죄의 심증을 던지는 것이며, 양승태의 사법 농단에 대한 기존 시민 단체 등의  다수 검찰고발이 벌써 접수 있으므로, 검찰의 수사가 가능하므로, 대법원 차원에서 고발하는 대신에, 검찰 수사 협조를 결정하였다.

### 출국금지 조치
검찰은 두 차례에 걸쳐 양승태 전 대법원장과 박병대 전 법원행정처장 등 의혹의 중심에 있는 당사자들에 대해 압수수색 영장을 신청했으나, 모두 기각됐다. 법원은 임종헌 전 차장 집과 사무실 압수수색 영장만 발부하였다. 양승태 · 박병대 등에 대한 압수수색 영장이 기각되자, 검찰은 양 전 대법원장 등을 곧바로 출국금지 조치했다.

### 김기춘 비서실장과의 연관성
검찰은 일제 강제징용 피해자 소송과 관련해 김기춘 전 비서실장과 대법원 간의 재판 거래 정황을 포착했다. 법원행정처가 2013년 9월 작성한 '강제노동자 판결 관련-외교부와의 관계(대외비)' 문건에는 외교부의 부정적 시각을 고려해 판결을 연기한 정황이 담겨 있다. 또 다른 문건에는 법관 파견과 관련해 '김기춘 비서실장, 이정현 홍보수석 등 청와대 인사위원회 (멤버와) 접촉을 시도해야 한다' 등의 내용도 담겼다.

### 횡령 및 비자금 조성 의혹
일선 법원 운영비로 사용돼야 할 예산 수억원을 빼돌려 비자금을 조성한 뒤 상고법원 설치를 위한 용도로 사용한 정황이 발견됐다. 서울중앙지검 사법농단 수사팀(팀장 한동훈 3차장검사)은 2015년 대법원이 각급 법원 공보관실 운영비 수억원을 현금으로 인출해 법원행정처 비자금을 조성한 정황이 담긴 내부 문건을 확보했다.

## 법조계의  대응

### 대법원 자체 개혁
김명수 현 대법원장은 사법 농단의 주체가 된 법원행정처를 폐지한다고 발표하였다. 추진 방향은 대법원장 직속 사법발전위원회 건의 실현을 위한 후속추진단’을 구성하기로 하였으며, 외부인사들로 구성하겠다고 공표하였다. 사법발전위원회, 전국법관대표회의, 법원공무원노조로부터 추진단 구성원 추천을 받겠다고 했다.

### 헌법재판소 헌법 소원 심판
2018년 8월 30일, 양승태 전 대법원장 시절에 대법원이 내놓았던 과거사 관련 판결들에 대해 헌법재판소에서 헌법소원 심판이 있었다. 3가지 쟁점 중 2가지는 위헌, 1가지는 각하 결정을 내렸다. 다음은 각각의 쟁점과 헌법재판소의 심판 결과이다. 직접적으로 대법원 위상을 흔들 수도 있는 사안은 손대지 않았으나, 주요 과거사 사건들에 대한 대법원 판결의 근거가 위헌이라는 결정이 나와서 재심의 길이 열렸다는 평가가 나온다. 다음은 3가지 쟁점에 대한 설명이다.
- 과거사 소멸시효 헌법소원 : 일부 위헌. 대법원은 과거사정리법이 정한 '민간인 집단희생 사건'과 '중대한 인권침해·조작의혹 사건'에 대해서 국가 배상의 시효 정지기간을 6개월만 인정했다. 무죄가 확정된 날을 소멸시효 시작 시점으로 봐서 3년간 배상받을 수 있도록 하는 기존 판례를 대법원에서 뒤집었던 것이다. 이 때문에 과거사 재심에서 무죄를 받은 피해자가 국가 배상을 받을 수 없게 되어 헌법소원을 내었고, 헌법재판소는 대법원의 이러한 결정에 대해 부당하다고 판단했다.
- 민주화운동보상법 헌법소원 · 위헌심판 : 일부 위헌. 박정희정권 시절 긴급조치 피해자들은 생활지원금을 받았다는 이유로 대법원에서 별도의 국가 배상을 인정받지 못해 헌법소원을 제기했고, 헌법재판소는 이 또한 부당하다고 판단했다.
- 긴급조치 피해 관련 재판 취소 : 각하. 긴급조치 9호 사건 관련 ‘고도의 정치적 행위’라는 이유로 국가배상청구권을 인정하지 않은 대법원 판결을 취소해 달라는 헌법소원이 제기되었으나, 헌법재판소는 법원의 재판에 대한 헌법소원은 불가능하다며 각하하였다.

## 사법 농단 원인

### 상고법원 도입
양승태 전 대법원장 시절, 대법원의 하위 조직이 되는 상고법원 도입을 위해 박근혜 정부와 함께 주요 재판에 대해 의견을 비밀리에 교류한 정황이 드러났다. '상고법원의 성공적 입법추진을 위한 BH와의 효과적 협상추진 전략'이라는 제목의 문건에는 "국가적·사회적 파급력이 큰 사건이나 민감한 정치적 사건 등에서 BH(청와대)와 사전 교감을 통해 비공식적으로 물밑에서 예측불허의 돌출 판결이 선고되지 않도록 조율하는 역할 수행"이라고 써있었다. 특히 "사법부 최대 현안이자 개혁이 절실하고 시급한 상고법원 추진이 BH의 비협조로 인해 좌절될 경우 사법부로서도 더 이상 BH(청와대)와 원만한 유대관계를 유지할 명분과 이유가 없다는 점을 명확히 고지해야 한다"는 내용도 있었다.
JTBC 보도에 따르면 상고법원 도입을 위해서 박근혜 전 대통령의 심리 상태를 분석하고, 창조경제 등 청와대의 국정운영을 뒷받침해왔다고 한다. 또한 상고법원 도입에 부정적인 우병우 민정수석 대신 비서실장과 정무특보 등을 설득하는 방안도 있었으며, 법무부 회유책으로 유신 시절 긴급조치 9호의 핵심인 "영장 없는 체포 활성화"까지 검토했다고 한다.
이렇게 양승태 전 대법원장이 상고법원을 추진했던 이유로는, 대법관의 업무 과중이 주된 이유로 꼽힌다. 2014년 기준 상고사건이 37,615건, 대법관 1인당 처리해야 할 사건이 3천 건을 넘어 면밀한 사건 심사가 되지 않는다는 것이다.
그런데 상고법원이 도입될 경우, 대법원은 대법원에서 재판할 사안과 상고법원에서 재판할 사항을 구분하게 된다. 여기에 대해서 법 앞에서의 평등, 최고법원인 대법원에서 재판 받을 권리가 훼손될 수 있다는 지적이 나온다. 또한 재판의 당사자가 특별항고 등을 하는 경우, 또는 상고법원 판사들의 의견이 일치하지 않거나 대법원 판례와 상반되는 결정을 하는 경우 사건은 대법원이 다시 가져간다. 이 경우 '1심→2심→상고법원→대법원'의 4심제로 운영된다. 이에 따라 위헌 논란이 있으며, 상고허가제 및 대법관 증원 등의 대안들을 무시하고 상고법원 도입만을 고집했다는 비판이 제기되었다.

## 양승태의 사법농단 근거

### 양승태의검찰총장협박 준비 자료
연합뉴스 등의 보도 자료에 따르면, 양승태는 고급 외제 승용차 레인지로버 등을 받은 비리 판사의 수사를 미리 막기 위해서 양승태가 대법원에 있을 때 조직적으로 검찰총장 협박하기위한 자료를 준비한것에 대한 근거 자료가 검찰 수사에 의해서 밝혀졌다. 서울중앙지검 특수1부(부장검사 신봉수)는 임종헌 전 법원행정처 차장 USB에서 비리 판사로 수사를 받은‘김수천 부장 대응방안’이란 문건을 확보했으며,해당 내용은 형법상 협박 혐의 등을 적용가능한 것이다. 또한 양승태 대법원에 근무하면서  2016년 ‘정운호 게이트’ 수사 착수를 막아야 한다는 대응 방안을 준비하도록, 검찰에 대한 법원차원의 대한민국 검찰 협박 시나리오를 상세히 기록한 자료가 밝혀 졌다. 검찰 을 협박하기 위한 메시지 전달에 대한 법원 내부의 역할 분담으로
- 법원행정처장→검찰총장
- 법원행정처 차장→검찰총장
- 법원행정처 기조실장→대검 차장 등 각각 법원의 직급별 검찰 조직 을 협박하기 위한 방안을 제시하였다.[24][25][26] 특히 양승태는 검찰 조직에 치명상을 줄수 있는 방안을 조사하여, 언론플레이를 통해서 대한민국 검찰총장을 교체 하는 구상을 실행하기 위해서, 기존 법원의 재판 기록에서 '검찰 봐주기 의혹'등을 활용하려고 하였다.[26]

### 양승태의 '박근혜성형의' 특허 소송 재판자료 누설 범죄
양승태의 대법원은 ‘사법농단 행각에 대한 조사결과,  서울중앙지검은 9월 4일,‘비선 의료진’인 김영재·박채윤씨 부부의 ‘리프팅 실’ 기술 특허권 소송 자료를 청와대에 전달한 근거를 확보했다. 재판기록 유출은 공무상 비밀누설에 해당하는 범죄 행위이며, 대법원이 삼권분립의 헌법의 기본정신 위반하면서, 박근혜 대통령의 국정농단에 협력하며 자료를 불법적으로 유출한 것이다. 검찰은 지난달 말, 유출자로 파악되는 당시 고등법원 부장판사에 대한 압수수색영장을 청구했지만, 영장은 법원에서 비협조를 하여 기각됐다. 검찰 관계자는 “법원이 법관의 범죄행위에 대한 압수수색을 고의로 막으니, 관련자 조사 등 여러 우회로를 통해 수사를 할 수밖에 없다”고 말했다.

### 양승태에 의한 전국적인 법조 비리 사건
동아일보의 9월 6일 보도에 따르면 ‘영장전담 판사가 수사기록을 누출한 것" 은,  영장전담 판사가 범죄 수사의 지휘자이며 경찰이나 검찰이 수사를 통제하는 위치에 있는데, 영장 전담 판사가 법원행정처에 수사 기록 누출은, 공정해야 할 법원이라는 조직의 토대를 부셔트리는 행각이었다. 경찰이나 검찰은 영장전담 판사에게 일일이 ‘허락’(영장발부)을 받아가며 진행하는 상황이었으며, 예를 들어 검찰이 진행하던 판사 비리 수사에 관한 정보를 법원행정처가 미리 접수하여 대한민국의 검찰총장까지 협박하여, 비리 법관의 수사를 마무리하려는 계획이 밝혀 졌다.

### 양승태의 일본 강제징용 재판 고의지연
1965년 체결된 한·일 협정에 대해서 수천명의 일본군 '위안부'를 포함한 강제 징용 피해자들이 해당 그늘서 벗어나려고, 2003년 청와대 앞에서 한국 국적을 던졌다. 이유는
한국인이라서, 법의 보호를 받을 수 없었기 때문이며,  외로운 법적 싸움에 무관심했던 정부에 대해서 양승태는 대법원에서 고의로 강제 징용 재판을 지연시킨 재판거래라는 행각을 저지르며, 수천명의 국민들이 피눈물을 흘리도록 한 근거들이 밝혀 졌다.  일본 민간단체인 조선인강제연행진상조사단의 조사에 따르면 1974년 조사 기준, 일제에 의해서  조선인 강제동원 숫자가 150만명에 달하는 것으로 분석하였다. 일본에 의한 "강제동원 희생자 등 지원위원회’는 연인원 기준으로 780만명으로 분석되므로,  일제의 고의적인 자료 인멸 등으로 인해 편차는 있어도,  6년간 강제 동원된 조선인은 600만~700만여명으로 환산되며,  당시 조선 인구가 2600만명임을 감안하면 약 전체 인구의 30% 인 삼분의 일에 이를 만큼 엄청난 전방위적 숫자의 국민들이 일제 군화발에 의해서 비참하게 짓밟혔다.

## 각계 반응

### 전국법관대표회의
2017년 6월 19일, 사법행정권 남용 의혹 등을 논의하기 위해 열린 전국법관대표회의는 이른바 판사들을 감시하는 사법부 블랙리스트 의혹 해소를 위한 전면적인 추가 조사에 직접 나서겠다는 의지를 밝혔다. 또 사법행정권 남용 조치들을 보고받은 것으로 조사된 고영한 전 처장 등에게 책임이 있음을 밝혔고, 이미 물러난 행정처장과 차장 외에도 행정처 간부들에 대한 직무배제를 요구했다. 또한 사법행정권을 일선 판사들에게 되돌려줄 것을 요구하였다.

### 변호사 협회 2015명의 시국선언
변호사 협회의 변호사 2015명은 사법농단에 대한 미공개 문건들을 공개하며, 책임자에 대한 형사처벌·징계·탄핵 요구 등검찰 수사 및 대법원장의 고발을 촉구하는 시국선언을 발표하였다.

### 양승태 사법 농단 대응을 위한 시국회의
양승태 사법부의 사법농단을 규탄하기 위해서 <양승태 사법 농단 대응을 위한 시국회의>가 주최한 <사법 적폐 청산 문화제>에 시민 500여명이 모여서 대법원 앞에서 사법 적폐 규탄 집회를 갖었다. 본 모임은 참여연대·민주사회를위한변호사모임 등 103개 단체가 모여 만들어졌다. 이날 집회에는 사법농단 의혹의 피해자들과 관련자들이 발언대에 서서 재판거래 판사 탄핵과 관련 책임자 처벌을 강하게 요구했다.

### 시민단체
참여연대가 대법원의 특수활동비 내역을 정보공개 청구로 받아내 공개했다. 양승태 전 대법원장이 '상고법원 로비'를 했다는 의혹을 받는 시기인 2015년 7~12월에 유독 많은 특수활동비를 지급받은 것으로 드러났다. 다른 때는 월 400만∼700만원 정도를 받았으나, 이 시기에는 월 750만~1285만원을 받았다. 이에 대해 참여연대는 "양 전 원장은 상고법원 설치를 위해 2015년 8월에 박근혜 전 대통령과 독대를 했다"면서 "당시 지급된 특활비가 상고법원 설치를 위한 로비 용도로 사용됐을 가능성이 있다"고 지적했다.

## 같이 보기
- 양승태
- 재판거래
- 박병대
- 법원행정처
- 상고법원
- 박근혜-최순실 게이트
- 일본군 위안부